# Tingena marcida
Tingena marcida är en fjärilsart som först beskrevs av Alfred Philpott 1927a.  Tingena marcida ingår i släktet Tingena och familjen praktmalar. Inga underarter finns listade i Catalogue of Life.

## Bildgalleri

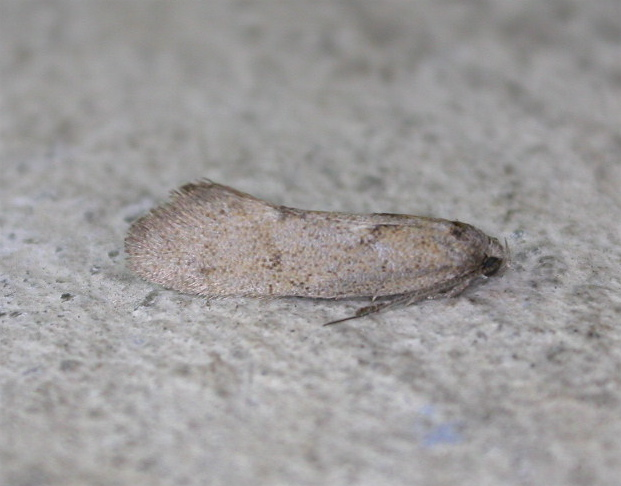